# Al calare delle tenebre
Al calare delle tenebre (in inglese Darkness Falls) è un film dell'orrore del 2003 di Jonathan Liebesman.

## Trama
1840.
Una vedova di nome Matilda Dixon è amata dai bambini della città: quando cade loro un dente, glielo portano e lei scambia il dente con una monetina d'oro, guadagnandosi in tal modo il soprannome di Fata dentina.
Una notte la sua casa prende fuoco e Matilda rimane sfigurata nell'incendio oltre a divenire fotosensibile: per tale ragione è costretta a uscire solo di notte e con una maschera di porcellana.
Tale comportamento però le provoca sospetti di stregoneria.
Quando due bambini, che si presume stessero recandosi alla sua abitazione, spariscono, la cittadinanza l'accusa della loro sparizione: le strappano la maschera e la impiccano, ma prima di morire Matilda dice: «Quello che prima prendevo per bontà e gentilezza, lo prenderò in eterno per vendetta».
Il giorno seguente i bambini sono ritrovati sani e salvi e il paese si rende conto dell'errore: il corpo di Matilda viene sepolto e la maledizione mantenuta segreta.
Nel successivo secolo e mezzo si sparge la leggenda della maledizione della Fata dentina: il suo fantasma visita nottetempo i bambini che stanno perdendo il loro ultimo dente da latte: quelli che la guarderanno in faccia dovranno affrontare la sua vendetta vita natural durante.
1991.
Kyle Walsh ha perso l'ultimo dente. Caitlin Greene, entra nella sua camera per un paio di minuti e prima di andarsene dice: "Ricorda, quando viene la Fata dentina, non guardare!". Kyle, durante la notte, sente una presenza in camera sua e si mette sotto le coperte con una torcia elettrica. Il bambino esce da sotto le coperte e incrocia lo sguardo con la Fata dentina. Kyle fugge, per mettersi alla luce e non essere ucciso dalla Fata dentina, che non può stare alla luce a causa delle ustioni. La madre di Kyle arriva dal figlio a tranquillizzarlo, dicendogli che oltre a loro due non c'è nessuno in casa. Per provare la cosa al figlio, entra nella stanza, ma prima di uscire, vede qualcosa riflesso allo specchio, si gira e Matilda la uccide. Kyle, dopo aver sentito le urla della madre, accende la luce del bagno e si mette nella vasca ad aspettare che venga giorno.
La mattina seguente, Kyle viene affidato ai servizi sociali e viene portato via da Darkness Falls.
2003.
Il fratello di Caitlin, Michael non riesce a dormire per più di dieci minuti filati. I dottori spiegano il tutto con il pavor nocturnus, la paura del buio. Caitlin, tuttavia, non è completamente soddisfatta dalla diagnosi dei medici, e decide di contattare Kyle.
Kyle va a trovare Michael in ospedale, per tranquillizzarlo. Non crede che Michael abbia visto la Fata dentina, ma dopo aver visto i disegni fatti dal bambino, identici a quelli che anche lui ha fatto, capisce che Michael e lui hanno lo stesso destino. Kyle viene portato da Larry, il fidanzato di Caitlin e un amico d'infanzia di Kyle, a bere una birra in un locale, dove gli altri abitanti di Darkness Falls lo riconoscono. Scoppia una rissa che porta Kyle e Ray fuori dal locale. È scesa la notte, e mentre Kyle e Ray si battono, arriva Matilda che uccide Ray.
Il giorno successivo, Kyle viene arrestato con l'accusa di aver ucciso Ray. Lui si difende sostenendo che non è stato lui, ma non rivela che la colpevole è Matilda, per evitare di essere creduto un pazzo. Larry lo tira fuori dalla prigione, prendendolo sotto la sua tutela, essendo un avvocato. Kyle chiede a Larry di riportarlo in ospedale dove, scopre, Michael sta per essere posto in una vasca di deprivazione sensoriale. Mentre i due discutono sull'utilità della camera, hanno un incidente e Larry viene preso e fatto a pezzi da Matilda.
Kyle riesce a fuggire e si dirige verso l'ospedale, fermano la macchina appena prima che Michael entrasse totalmente nella vasca. Kyle viene di nuovo arrestato e portato in centrale, dove spiega che la colpevole di tutto è Matilda. La polizia non gli crede, e lo tiene in custodia. Mentre è in cella, un violento temporale si abbatte su Darkness Falls, causando un black out. Matilda attacca la stazione di polizia, uccidendo quasi tutti i poliziotti. Matt Henry libera Kyle e lo scorta in ospedale.
Qui, Caitlin e Michael stanno fuggendo da Matilda, quando incontrano Kyle che li aiuta a fuggire. Con loro, riesce a fuggire dall'ospedale anche un medico. Matt arriva per portarli al faro, dove c'è un generatore di emergenza che può tenerli alla luce per un po'. Durante il viaggio, il medico viene ucciso da Matilda.
Arrivati al faro, tentano di far partire il generatore, ma una perdita dai tubi ne impedisce il funzionamento. Matt e Kyle tentano di farlo funzionare, ma Matt viene ucciso da Matilda. Il faro riparte e Kyle, Caitlin e Michael credono di essere in salvo quando vedono la Fata dentina sparire nella luce del faro. Poco dopo, però, Matilda ritorna e prende Kyle, che, per salvarsi, dà fuoco alla manica del suo maglione e distrugge lo spirito della Fata dentina, liberando finalmente la cittadina e i suoi abitanti dalla maledizione.

## Accoglienza
Il film ha ricevuto critiche abbastanza negative a causa dell'inesperienza degli attori che non riescono a suggerire le loro emozioni e anche a causa della trama, che, sebbene interessante, viene sviluppata in malo modo. Tuttavia, è stato apprezzato dal pubblico, riuscendo a incassare 47488536 $.